# Salep

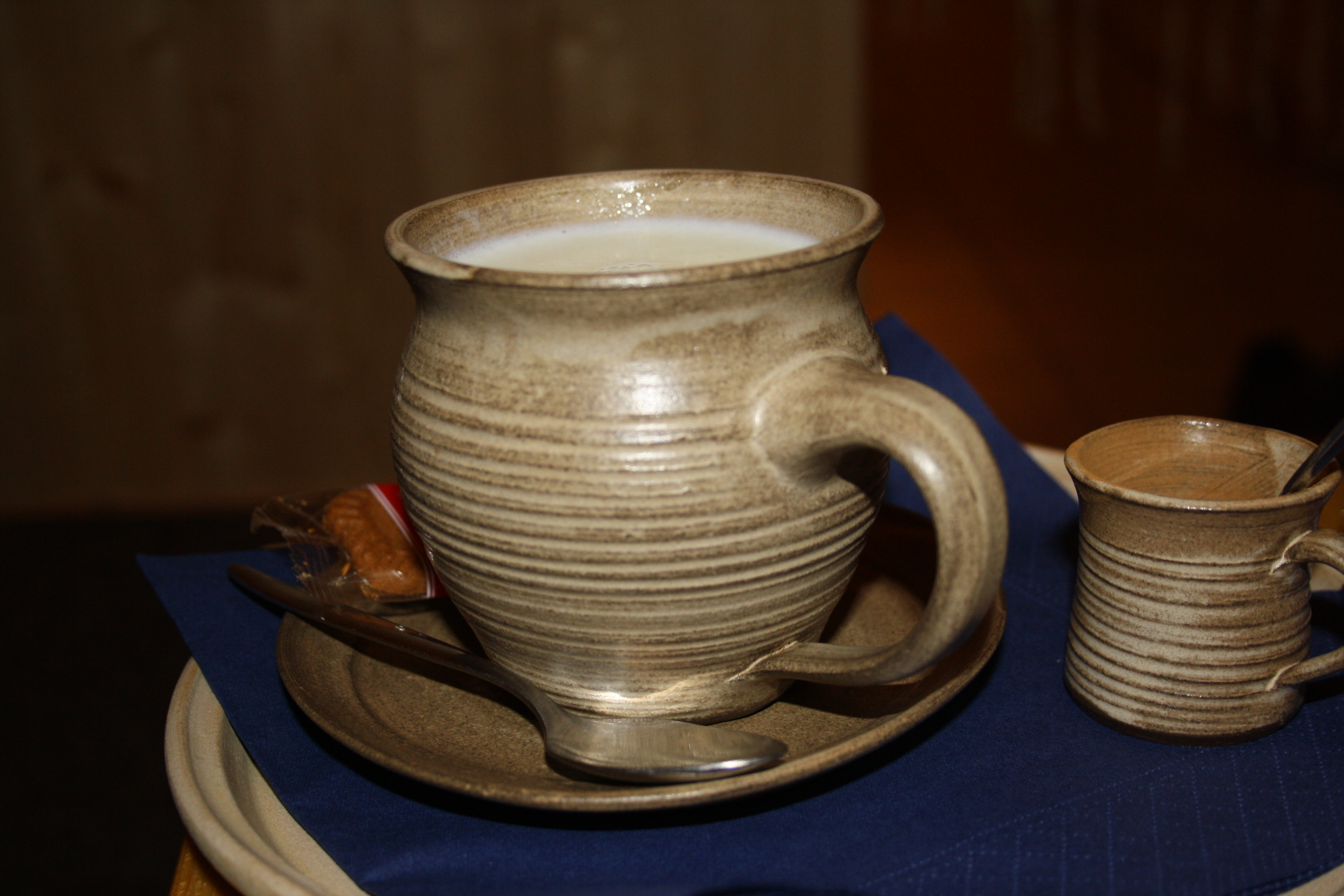
Salep v keramickém hrnku, v druhé nádobě je skořice jako přísada

Salep ([sálep], sachlab, sahlab, sahlep, sah salep) je tradiční horký nápoj z Blízkého východu, konzistencí připomínající řídkou krupicovou kaši.
Díky své vysoké energetické hodnotě a obsahu vápníku, fosforu, zinku, sodíku a vitamínů A, B a C bývá někdy považován za afrodiziakum. Je to také vydatný zdroj glukomannanu (typ rozpustné vlákniny). V Turecku je považován za lék proti nachlazení.
Z arabštiny se výraz salep dostal do francouzštiny, kde znamená buď sušené hlízy rostlin z čeledi vstavačovitých, nebo přímo vstavač.

## Příprava
Připravuje se ze směsi velmi jemně namletého salepového kořene (vstavač mužský – Orchis mascula, též horská orchidej) a zázvoru, dochucené skořicí a slazené vanilkovým cukrem.
Podává se v malých šálcích a to buď jako „zákusek“ k čaji či vodní dýmce, nebo v zimě jako posilující nápoj. 

## Distribuce
Sušený salepový kořen se dá koupit v obchodech specializující se na Blízký nebo Střední východ. V čajovnách je k dostání jak již hotový uvařený nápoj, tak instantní salep v krabičce. Obvykle však jde o napodobeninu ze směsi škrobu, cukru, sušeného mléka, pryskyřic a aromat, která vstavačový kořen neobsahuje.